# Michael de Roos
Michael de Roos (Sneek, 27 juli 1987) is een Nederlandse acteur. Hij is vooral bekend van zijn bijrol in Goede tijden, slechte tijden. Hierin is hij sinds 2014 te zien als rechercheur Alex de Boer.
Daarnaast heeft hij in vele internationale producties gespeeld. Ook is hij regelmatig actief als model en op het toneel. In 2017 speelde hij op De Parade. In theaterseizoen 2023-2024 speelt hij Vader Bell in de musical Pietje Bell en de Bende van de Zwarte Hand. 

## Filmografie

### Film
- 2013 – Follow – Willem
- 2013 – PX This – Eric
- 2014 – Do You Like Cutting Chicken with Scissors – Boyfriend
- 2014 – Het leven volgens Nino – Human Beatboxer
- 2015 – In de lift – Paul
- 2015 – Hedwige  – Actor
- 2015 – Limbo de Film – Joost
- 2016 – Man van Staal – Stefan
- 2017 – Sinterklaas is nog niet jarig – Goof
- 2017 – De Confrontatie II – Alfred van Zuylen
- 2017 – EVAC – Nick Burdon
- 2017 – Crash – Kay
- 2016 – The Conversation – He
- 2018 – Masterclass – Eric Bouwman
- 2018 – KOE-MAN – Jacob Jongsma
- 2018 – Scars – Mickey
- 2018-2020 – P.E.T.S. – Alfred van Zuylen
- 2019 – Amsterdam Ave. – Pepijn
- 2019 – Spider-Man: Far From Home – Nederlandse voetbalhooligan
- 2022 - De Bellinga's: Huis op stelten – gevangenbewaarder
- 2023 - An Asian Ghost Story – EVPL Developer
- 2023 - Voor Masja – Theo/Joost
- 2023 - Only You – Pieter
- 2025 - De film van Rutger, Thomas & Paco – commercieel directeur

### Televisie
- 2013 – Celebrity Ghost Stories – Anthony Michael Hall
- 2014 – Deadly Sins – Freddy / Steven
- 2014-heden – Goede tijden, slechte tijden (RTL 4) – Alex de Boer (bijrol, 173 afl.)
- 2016 – Gloria – Hendrik-Jan
- 2016 – De Koers – Bob
- 2016 – Lost in the Game – Dessels
- 2016 – Janice Holmes – Stan
- 2017 – Voetbalmaffia
- 2018 – De Ludwigs – Rechercheur Paul
- 2018 – Hunter Street – Detective Simon
- 2018 – Puppy Patrol – Radio-dj Ro
- 2022 – SpangaS: De Campus – Levi Mulder